# Стабрув
Стабрув (пол. Stabrów) — деревня в Замойском повете Люблинского воеводства Польши. Входит в состав гмины Ситно. Находится примерно в 8 км к востоку от центра города Замосць. По данным переписи 2011 года, в деревне проживал 661 человек.
В 1975—1998 годах деревня входила в состав Замойского воеводства.

## Население
Демографическая структура по состоянию на 31 марта 2011 года:
|         | Всего | До трудоспособного возраста | Трудоспособного возраста | Старше трудоспособного возраста |
| ------- | ----- | --------------------------- | ------------------------ | ------------------------------- |
| Мужчины | 337   | 75                          | 230                      | 32                              |
| Женщины | 324   | 59                          | 181                      | 84                              |
| Всего   | 661   | 134                         | 411                      | 116                             |